# Jean-Michel Cazes
Pour les articles homonymes, voir Cazes.
Jean-Michel Cazes, né le 25 mars 1935 à Caudéran (aujourd'hui quartier de Bordeaux) et mort le 28 juin 2023 à Pauillac, est un viticulteur-viniculteur français comptant parmi les grandes figures du vignoble de Bordeaux moderne,,,.
Il est nommé en 2003 « Man of the Year » par la revue Decanter et le Wine Spectator lui décerne un « Distinguished Service Award » en 2007.

## Biographie

### Formation
Ingénieur de l'École des mines de Paris en 1959 et détenteur d'un Master of Science en sédimentologie de l'université du Texas à Austin en 1959–1960, Jean-Michel Cazes commence sa carrière professionnelle chez IBM de 1962 à 1972 et participe à l'informatisation des grandes entreprises. En 1973, il rejoint son père, André Cazes, alors maire de Pauillac, et s'investit dans les activités familiales : un cabinet d'assurances et les domaines viticoles des châteaux Lynch-Bages et Les Ormes de Pez.

### Viticulture
De 1987 à 2001, sollicité par AXA Millésimes, Jean-Michel Cazes assume la direction des activités viticoles de l'assureur pendant 14 ans et en pilote leurs acquisitions telles que Pichon-Longueville, Cantenac Brown, Petit Village et Suduiraut, ainsi que de grands vignobles à l'étranger, en Hongrie (Domaine de Disznókő) et au Portugal (Quinta do Noval). Parallèlement, jusqu'en 2006, il poursuit le développement des vignobles familiaux avec l’acquisition de Villa Bel-Air dans les Graves, puis une propriété à La Livinière dans le Languedoc, rebaptisée L'Ostal Cazes et en 2005, le Domaine des Sénéchaux à Châteauneuf-du-Pape, et quelques années plus tard, Château Haut-Batailley à Pauillac. Il crée aussi de nouveaux vins en Australie (Tapanappa), en partenariat avec la maison Bollinger en Champagne, et Brian Croser, un des œnologues australiens les plus réputés ; et au Portugal, dans le Douro, en s'associant avec la famille Roquette (Quinta do Crasto). En 2006, son fils Jean-Charles junior, prend la relève de son père Jean-Michel sur la destinée de Château Lynch-Bages, formant ainsi la 4e génération à la tête de l'entreprise familiale.

### Œnotourisme et hôtellerie
En 1989, Jean-Michel Cazes ouvre le Relais & Châteaux Cordeillan-Bages, à Pauillac décoré par Pierre-Yves Rochon, où officient successivement Thierry Marx puis Jean-Luc Rocha, meilleur ouvrier de France. Il entreprend alors la rénovation du village de Bages.

### Mort
Jean-Michel Cazes meurt à Pauillac le 28 juin 2023 à l'âge de 88 ans des suites d'une longue maladie,,,.

## Autres engagements
- Président[21] de l’Union des Viticulteurs de Pauillac (ODG).
- Administrateur du Conseil des Vins du Médoc.
- Vice-Grand Maître de la Commanderie du Bontemps qu'il a présidée jusqu'en 2008.
- Initiateur[22] de l'association des Amis de Saint-Jean, soutien du lycée privé Saint-Jean de Pauillac[23],[24].

## Publications
- Bordeaux grands crus : la reconquête, Grenoble, Glénat, 2022 (ISBN 9782344052822 et 2344052828, OCLC 1319856779).
- avec Kinou Cazes-Hachemian et Jean-Luc Rocha, Lynch-Bages & Cie : une famille, un vin & 52 recettes, Grenoble, Glénat, 2013 (ISBN 9782723494090 et 2723494098, OCLC 863037631).

## Décoration et distinctions
- Chevalier de la Légion d'honneur (2001)[25].
- Decanter Man of the Year (2003)[3].
- Distinguished Service Award du Wine Spectator (2007)[26].